# تود وليامز (مخرج)
تود وليامز (بالإنجليزية: Tod Williams)‏ (و. 1968  م) هو كاتب سيناريو، ومخرج أفلام أمريكي، ولد في نيويورك.

## التعليم
تعلم في جامعة كولومبيا، وكلية بارد.

## وصلات خارجية
- كيب وليامز على موقع IMDb (الإنجليزية)
- كيب وليامز على موقع أول موفي (الإنجليزية)
- كيب وليامز على موقع بوكس أوفيس موجو (الإنجليزية)
- كيب وليامز على موقع قاعدة بيانات الأفلام السويدية (السويدية)
- كيب وليامز على موقع قاعدة بيانات الفيلم (الإنجليزية)
- كيب وليامز على موقع كينوبويسك (الروسية)